# Lucyna Wiśniewska
Lucyna Emilia Wiśniewska (Skaryszew; 30 de Junho de 1955 – Skaryszew, 30 de outubro de 2022) foi uma política da Polónia, eleita para a Sejm em 25 de Setembro de 2005 com 10846 votos em 17 no distrito de Radom, candidato pelas listas do partido Prawo i Sprawiedliwość, permanecendo no cargo até 2007.